# Phytobia maai
Phytobia maai este o specie de muște din genul Phytobia, familia Agromyzidae, descrisă de Spencer în anul 1962. Conform Catalogue of Life specia Phytobia maai nu are subspecii cunoscute.